# 稲葉牧場
稲葉牧場（いなばぼくじょう）は、北海道日高郡新ひだか町三石（旧三石郡三石町）にある競走馬の生産牧場である。

## 歴史
1963年から創業者の稲葉不奈男が水田を牧草地に転作し、競走馬の生産を手がけるようになった。
1974年に生産したダイタクチカラが東海地方の地方競馬で優秀な競走成績を挙げる。1970年代後半から1990年代半ばにかけて繁殖牝馬ホワイトナルビーがオグリキャップ・オグリローマンの兄妹をはじめ多数の活躍馬を輩出。以降はホワイトナルビーの血を引く繁殖牝馬を中心に繋養している。

## おもな生産馬
- ダイタクチカラ
- オグリキャップ
- オグリローマン[1]
- クィーンロマンス
- オグリシャダイ